# Reginald Beck
Pour les articles homonymes, voir Beck.
Reginald Ernest Beck est un monteur britannique né le 5 février 1902 à Saint-Pétersbourg (alors en Empire russe) et mort le 12 juillet 1992 en Angleterre.

## Biographie

### Débuts
Reginald Beck naît en Russie, mais sa famille émigre en Grande-Bretagne en 1915. En 1927, il rejoint Gainsborough Pictures avant de continuer à travailler sur des "quota quickies" aux Fountain Studios (en) de Wembley. Par la suite, il travaille avec des réalisateurs comme Carol Reed, David Lean, Laurence Olivier ou Joseph Losey.

### Collaboration avec Laurence Olivier
Au début de sa carrière, Beck travaille sur deux films de Laurence Olivier, Henry V (1944) et Hamlet (1948). Olivier y joue les rôles titre en même temps qu'il les dirige, et Beck lui servit de conseiller car c'étaient ses premiers films. Dans la nécrologie de Reginald Beck pour The Independent, Sloman écrit que l'industrie du cinéma britannique a une dette éternelle envers lui pour son immense contribution à Henry V et Hamlet.

### Collaboration avec Joseph Losey
Joseph Losey émigre au Royaume-Uni au début des années 1950 après avoir été mis sur liste noire par la Commission de la Chambre sur les activités antiaméricaines. Beck et Losey collaborent sur 16 films, de Gipsy (1958) à Steaming (1985), leur dernier film à tous les deux. Anthony Sloman (en) considère le film Accident (1967) comme leur chef-d'œuvre commun.
Don Giovanni (1979), un de leurs derniers films ensemble, sera l'occasion pour Reginald Beck d'être récompensé d'un César, ce qui sera d'ailleurs la seule récompense de sa longue carrière.

## Filmographie (sélection)

### comme réalisateur
- 1951 : L'assassin frappe à minuit (The Long Dark Hall) de Reginald Beck et Anthony Bushell

### comme monteur
- 1940 : Sous le regard des étoiles (The Stars Look Down) de Carol Reed
- 1941 : Radio libre (Freedom Radio) d'Anthony Asquith
- 1941 : Mariage sans histoires (Quiet Wedding) d'Anthony Asquith
- 1942 : Ceux qui servent en mer (In Which We Serve) de Noël Coward et David Lean
- 1944 : Henry V (The Chronicle History of King Henry the Fift with His Battell Fought at Agincourt in France) de Laurence Olivier
- 1947 : Je suis un fugitif (They Made Me a Fugitive) d'Alberto Cavalcanti
- 1953 : L'Opéra des gueux (The Beggar's Opera) de Peter Brook
- 1954 : Voyage en Birmanie (Lilacs in the Spring) d'Herbert Wilcox
- 1958 : Gipsy (The Gypsy and the Gentleman) de Joseph Losey
- 1962 : Eva de Joseph Losey
- 1965 : Genghis Khan d'Henry Levin
- 1966 : Modesty Blaise de Joseph Losey
- 1967 : Accident de Joseph Losey
- 1968 : Cérémonie secrète (Secret Ceremony) de Joseph Losey
- 1970 : Deux hommes en fuite (Figures in a Landscape) de Joseph Losey
- 1971 : Le Messager (The Go-Between) de Joseph Losey
- 1972 : L'Assassinat de Trotsky (The Assassination of Trotsky) de Joseph Losey
- 1973 : Maison de poupée (A Doll's House) de Joseph Losey
- 1975 : Une Anglaise romantique (The Romantic Englishwoman) de Joseph Losey
- 1978 : Les Routes du sud de Joseph Losey
- 1979 : Don Giovanni de Joseph Losey
- 1985 : Steaming de Joseph Losey

## Distinctions

### Récompenses
- César du cinéma 1980 : César du meilleur montage pour Don Giovanni